# Rhabdogaster kosmos
Rhabdogaster kosmos là một loài ruồi trong họ Asilidae. Rhabdogaster kosmos được Londt miêu tả năm 2006. Loài này phân bố ở vùng nhiệt đới châu Phi.